# هرتسبرگ ۳۳۱۶
سیارک ۳۳۱۶ (به انگلیسی: 3316 Herzberg، نامگذاری:1984CN1) سه هزار و سیصد و شانزدهمین سیارک کشف شده‌است که در ۶ فوریه ۱۹۸۴ کشف شد.
قدر مطلق سیارک برابر ۱۱٫۷۰ است.